# Krivnja (distrikt i Bulgarien, Ruse)
Krivnja (bulgariska: Кривня) är ett distrikt i Bulgarien.   Det ligger i kommunen Obsjtina Vetovo och regionen Ruse, i den nordöstra delen av landet, 260 km öster om huvudstaden Sofia.
Trakten runt Krivnja består till största delen av jordbruksmark. Runt Krivnja är det ganska tätbefolkat, med 75 invånare per kvadratkilometer.